# Oluf Bang (kapellan)
 For alternative betydninger, se Oluf Bang. (Se også artikler, som begynder med Oluf Bang)
Oluf Bang (født 1480(?) i Middelfart, død 24. december 1522 i Rom), pavelig kapellan og notar, var født i Middelfart, hvor hans far, Hans Bang, var borgmester (og i en kort tid skultus). Han tilhørte en borgerlig slægt, som dengang og senere var stærkt udbredt, særlig i de vestfynske byer. Oluf Bang studerede for at indtræde i den gejstlige stand og blev magister. Han blev en af disse snilde klerke, som hin tid var rig på, der med verdensklogskab forbandt øvelse i at føre en let latinsk pen og derfor var lige brugbare i gejstlige og i verdslige forretninger. Under ophold i udlandet kom han i forbindelse med og tjenesteforhold til den pavelige legat for landene i Nord- og Østeuropa, kardinal Tamás Bakócz, tit. S. Martini in Montibus, ærkebiskop af Esztergom i Ungarn, hvis tillid han synes at have vundet i en ualmindelig grad. Af denne blev han 1514 kreeret til Comes Palatinus, og efter hans anbefaling ophøjede kong Ludvig 2. af Ungarn ved patent af 17. maj 1517 Oluf Bang med hans efterkommere og arvinger i adelsstanden. Efter, som det synes, i en kortere tid at have været hjemme i Danmark, hvor han var forlenet med Taulov og Kongsted kirker i Elbo Herred i Ribe Stift, rejste Oluf Bang 1519 atter til Ungarn og der fra 1520 til Rom. Ved denne lejlighed betegnes han som pavens kapellan og "sacri palatii et aulæ Lateranensis comes Palatinus". Flere breve til og fra ham viser, at han nøje fulgte med forholdenes udvikling i Danmark, og han har vistnok haft part i de vanskelige forhandlinger, som førtes mellem Christian 2. og pavestolen. Han døde imidlertid allerede 24. december 1522 i Rom. I en sildigere tid har man uden al føje gjort ham til stamfader for den vidt forgrenede slægt Bang.